# Єфросинія Александрійська
Єфросинія Олександрійська — християнська свята. У Православній церкві дні пам'яті відзначають 25 вересня і 15 лютого. У Католицькій церкві — 1 січня та 11 лютого. 

## Життєпис
Єфросинія Александрійська була родом з Александрії Єгипетської і походила з багатої сім'ї. У 18 років її батько вирішив віддати її заміж. Вони разом поїхали до монастиря просити благословіння на шлюб від їхнього духовного наставника, але побачивши черницьке життя вирішила посвятити себе Богу. Повернувшись додому вона почала постувати, і більше не переймалася своєю зовнішністю. Після від'їзду батька прийняла постриг у чоловічому монастирі з ім'ям Смарагд. І лише після смерті, братія у скиті дізналася, що чернець Смарагд був дівою.